# Dipturus cerva
Dipturus cerva és una espècie de peix de la família dels raids i de l'ordre dels raïformes.

## Morfologia
- Els mascles poden assolir 60 cm de longitud total.[5][6]

## Reproducció
És ovípar i els ous tenen com unes banyes a la closca.

## Hàbitat
És un peix marí, de clima temperat (32°S-44°S) i demersal que viu entre 20–470 m de fondària.

## Distribució geogràfica
Es troba a l'oceà Índic oriental: és un endemisme d'Austràlia.

## Ús comercial
Serveix d'aliment per als humans.

## Observacions
És inofensiu per als humans.